# Eduard Vildemuseet

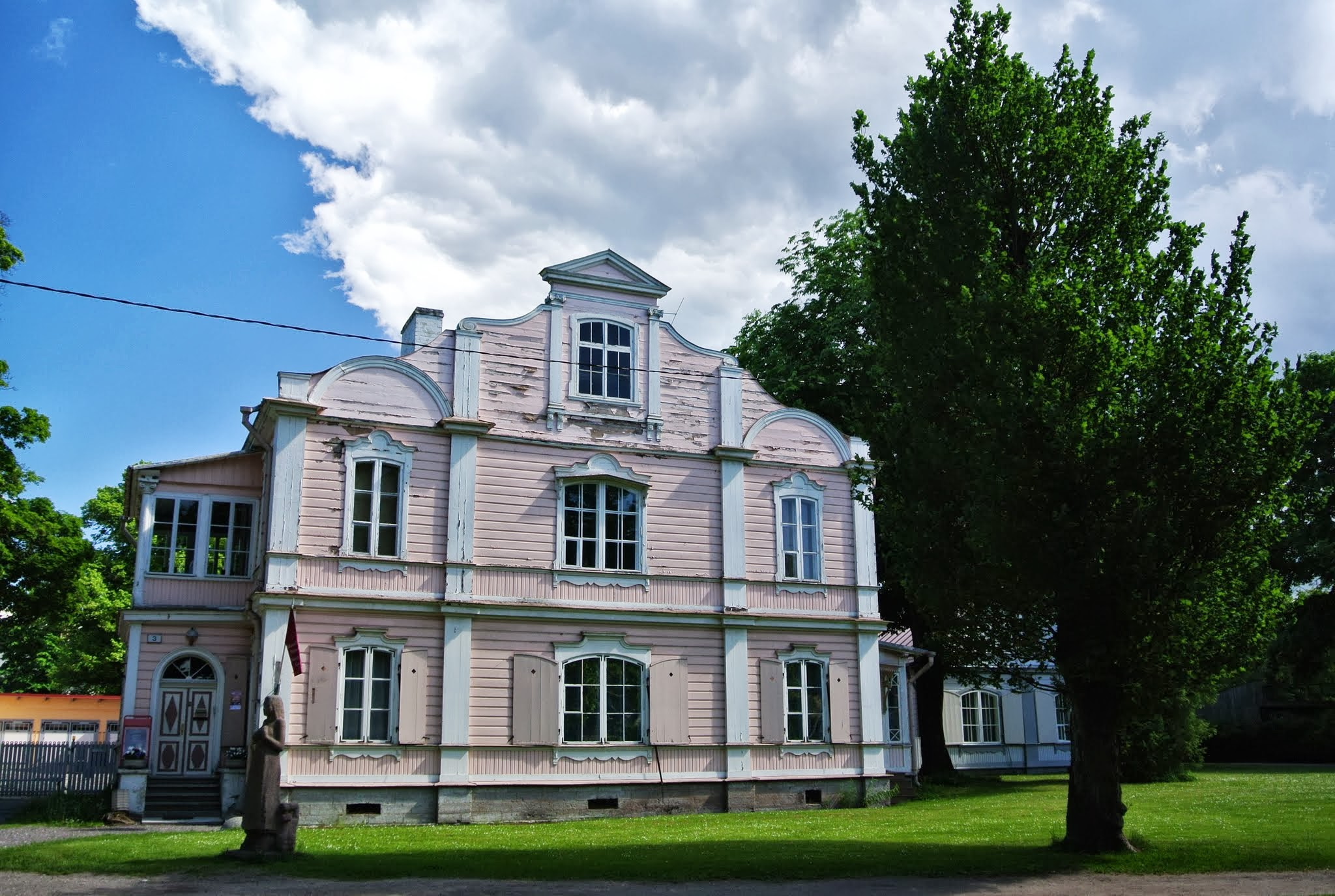
Gavel på Castellanhuset

Eduard Vildemuseet är ett personmuseum i Tallinn i Estland över författaren, journalisten och diplomaten Eduard Vilde.
Eduard Vildemuseet grundades 1946 i den tidigare huvudbyggnaden i slottsförvaltargården vid Kadriorgs slott i Kadriorg. Eduard Vilde bodde i lägenheten på sex rum i husets nedre våning mellan 1927 och 1933. 
Museets permanenta utställning behandlar Eduards Vildes liv och arbete. Museet har en välbevarad interiör från 1920-talet och visar kulturen inom författarvärlden i Estland under mellankrigstiden.
Åren 2005–2016 var Eduard Vildemuset en del av Tallinns stadsmuseum. År 2017 bildades Tallinn litteraturcentrum för att driva Tallinns båda författarmuseer Anton Hansen Tammsaaremuseet och Eduard Vildemuseet.

## Byggnaden
Castellangårdens historia går tillbaka till 1828, då det beslutades att tre byggnader i trä skulle uppföras för slottsförvaltaren för Kadriorgs slott, benämnd Castellan, samt för trädgårdsmästaren och andra anställda. Husen ritades av Šašin från Sankt Petersburg och uppfördes 1835-1836. Castellangården är byggnadsminnesmärkt.